# Герб Феррейри-ду-Зезере
Ге́рб Ферре́йри-ду-Зе́зере — офіційний символ містечка Феррейра-ду-Зезере, Португалія. Використовується як територіальний герб. У срібному щиті чорна балка, в якій у ряд три золоті пшеничні колоски із золотим листям. У главі щита червоний тамплієрський хрест праворуч і червоний Христовий хрест ліворуч. Підніжжя перетяте синьою хвилястою смугою. Щит увінчує срібна мурована містечкова корона з чотирма вежами.  Під щитом біла стрічка, на якій великими літерами напис португальською: «vila de Ferreira do Zêzere» (містечко Феррейра-ду-Зезере).  Офіційно затверджений 20 листопада 1935 року.  

## Галерея

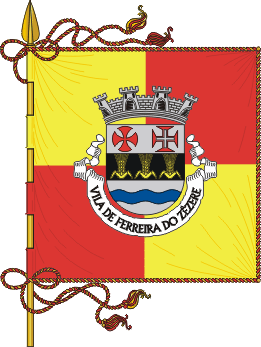
Прапор